# 恩克鲁玛主义

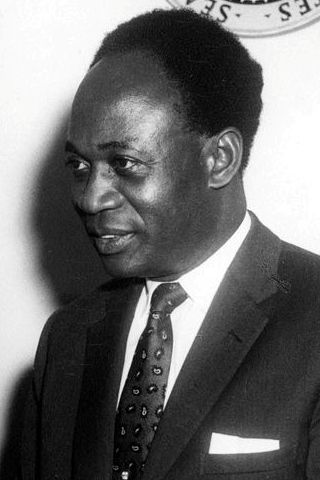
克瓦米·恩克鲁玛

恩克鲁玛主义（英語：Nkrumaism），有时也称为良知主义（英語：Consciencism），是一种非洲社会主义政治意识形态，以克瓦米·恩克鲁玛的思想和著作为基础。恩克鲁玛是一名泛非主义者与社会主义者，曾在1952年至1960年担任英屬黃金海岸（今加纳）总理，随后担任加纳总统，直至1966年被全國解放委員會罢免。

## 定義
恩克鲁玛主义是一种泛非社会主义理论，旨在将马克思列宁主义理论适应於非洲大陆的社会背景。恩克鲁玛将自己的思想体系定义为“新非洲的意识形态，独立且绝对不受帝国主义影响，以大陆规模组织起来，建立在统一非洲的概念之上，从现代科学技术与非洲传统信仰中汲取力量，即每个人的自由发展是所有人自由发展的条件”。恩克鲁玛于1949年成立的大會人民黨稱“恩克鲁玛主义仅意味自力更生，非洲人有能力管理自己的事务。大會人民黨所代表的价值观，或恩克鲁玛主义現今的指导原则，是其自成立以来一直存在的指导原则。社會正義、泛非主义、自決、非洲人个性、反帝国主义”。
恩克鲁玛主义是一种綜攝不同思想的意识形态，但恩克鲁玛主义綜攝其他思想時不一定完全借用該等思想的框架。恩克鲁玛在他的作品中綜攝来自非洲、西方正典，以及如馬科斯·加維与乔治·帕德莫尔等北美與欧洲黑人知识分子的不同思想。他与塞利尔·莱昂内尔·罗伯特·詹姆斯、W·E·B·杜波依斯、迪韦恩神父的研究与会面对建立恩克鲁玛主义起到至关重要的作用。除马克思列宁主义思想外，恩克鲁玛主义的思想綜攝很大程度上只吸收了其他哲学体系的皮毛，甚至对传统非洲文化概念的使用也常常需要被類推，以适应更大的理论。虽然恩克鲁玛主义的主要焦点是结束非洲大陆的殖民狀態，但其中的许多想法都流於空想，偏离恩克鲁玛主义自身所声称支持的马克思主义政治分析的科学性。

## 思想
与当时其他非洲政治意识形态一样，恩克鲁玛主义的核心关注点是整个非洲的去殖民化。恩克鲁玛主义的核心论点是所有非洲国家需要团结，並采用与非洲传统平等主義价值观相一致的社会主义政治结构。恩克鲁玛否定前殖民时期非洲社会无阶级或无等级的理想化观点，但承认非洲具有公社主義与人道主义精神。虽然殖民體制已经破坏了这些公社主义与平等主义的价值观，但並未完全取代它们。恩克鲁玛主义随后主张通过社会主义政治體制使这些价值观回归，並認為如此既能治愈殖民體制造成的破坏，又能促进非洲社会的进一步发展。恩克鲁玛主义以所有非洲社会都拥有一个与取代正式殖民地的新殖民主义體制相反的经济生活共同体，以及只有非洲团结才能締造真正的自治為理由正當化其泛非洲主义的元素。

在恩克鲁玛的论述中，生产资料國有制、一党制民主、建立无阶级的经济制度、泛非洲团结為其四大基本支柱，並构成恩克鲁玛主义的应用層面理論。虽然恩克鲁玛主义拥抱了当时马克思列宁主义哲学与苏联政治體制的大部分内容，但在一些关键方面存在差异。首先，虽然马克思列宁主义认为革命是用社会主义平等制度取代阶级结构的唯一途径，但恩克鲁玛认为改革更适合非洲。他认为加纳与非洲大部分地区从未形成马克思与列宁在欧洲看到的阶级差别，因此改革可以重建适合后殖民時代的既有平等主义。恩克鲁玛写道：
从公社主义的傳統路线来看，通往社会主义的途径在于改革，因为其基本原则是相同的。但当这一过程带领人们走出殖民主义时，这一改革就是革命性的，因为从殖民主义走向真正的独立是一种革命行为。但由于公社主义与社会主义的连续性，在公社主义社会中，社会主义不是一种革命信条，而是一种用当代语言重新表述公社主义的基本原则。
恩克鲁玛在1966年政变后改变原有想法，並越發认为革命必要。此外，恩克鲁玛虽然信奉马克思主义的唯物主义与经济决定论，但他认为只有在整个非洲实现独立之后关注经济体系才是恰当的，而政治斗争在殖民与新殖民主义背景下才是第一要务。

## 影響
恩克鲁玛主义是對恩克鲁玛的个人崇拜與其所属政党大會人民黨的建設工作的重要组成部分。恩克鲁玛主义的實行在一定程度上有賴於恩克鲁玛在大會人民黨与政府中实行民主集中制。恩克鲁玛的论点獲广泛发表，并在1950年代與1960年代对英屬黃金海岸、独立的加纳與非洲其他地区产生影响。大會人民黨由恩克鲁玛在1949年成立，並成为教授与运用恩克鲁玛主义的积极倡导者。恩克鲁玛在1960年代就任总统后，其总统事务部长塔维亚·阿达马菲奥成立了恩克鲁玛主义学习小组，许多公务员為促进自己的事业发展而加入该小组。与此同时，大會人民黨为学龄儿童成立了加纳少年先锋队（Ghana Young Pioneers），並在隊內教授恩克鲁玛主义。虽然各組織都在努力推广恩克鲁玛主义的信条，但对恩克鲁玛而言，在担任总统期间全面贯彻恩克鲁玛主义十分困难。正因如此，一些人认为恩克鲁玛主义在加纳“首先是一种文化现象”，而对加纳的实际政治影响不大。

## 批評
亨利·布雷顿（Henry Bretton）认为恩克鲁玛主义不是一种连贯的意识形态，而是一个支持个人崇拜与恩克鲁玛中央集权统治的模糊框架。他写道：
恩克鲁玛主义是恩克鲁玛个人政治机器的要求在语言上的表达方式。专业文员、业余人士與加纳左派承担為恩克鲁玛主義提供连贯性与内部一致性的任务，以便为从世界各地與各个历史时期借来的、经常脱离背景的混乱思想与幻想提供哲学的外表。
相比之下，尤里·斯梅尔京则从马克思主义的角度批评恩克鲁玛早期的作品将宗教和传统元素混合在一起的做法扭曲了科学社会主义。